# Epieremulus braziliensis
Epieremulus braziliensis är en kvalsterart som först beskrevs av Balogh och Sandór Mahunka 1969.  Epieremulus braziliensis ingår i släktet Epieremulus och familjen Caleremaeidae. Inga underarter finns listade i Catalogue of Life.